# Smoligów
Smoligów – wieś w Polsce położona w województwie lubelskim, w powiecie hrubieszowskim, w gminie Mircze.
Wieś jest sołectwem w gminie Mircze. Według Narodowego Spisu Powszechnego (III 2011 r.) liczyła 365 mieszkańców i była szóstą co do wielkości miejscowością gminy.
Wierni Kościoła rzymskokatolickiego należą do parafii Zmartwychwstania Pańskiego w Mirczu.

## Położenie geograficzne

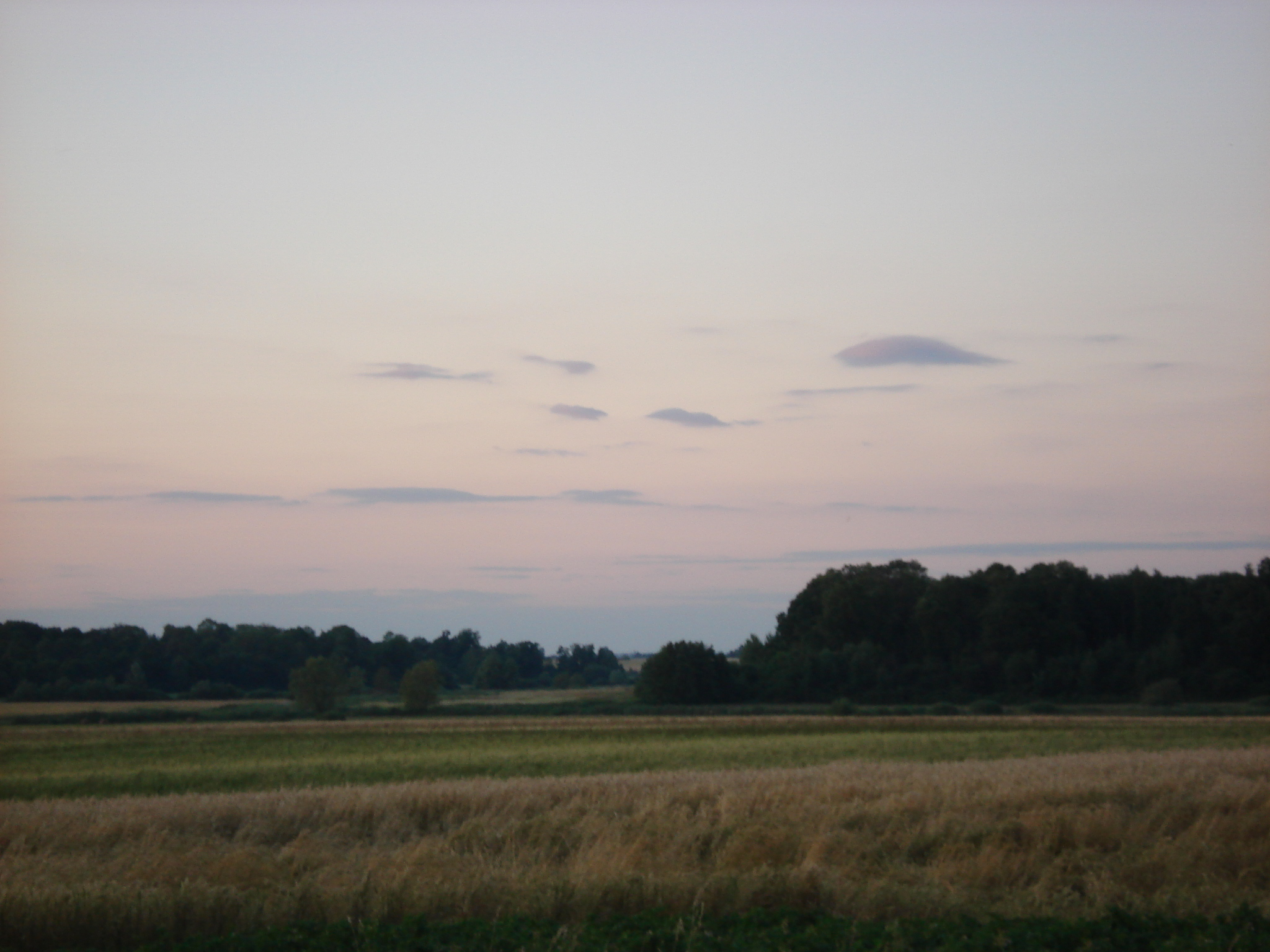
Widok w stronę Małkowa

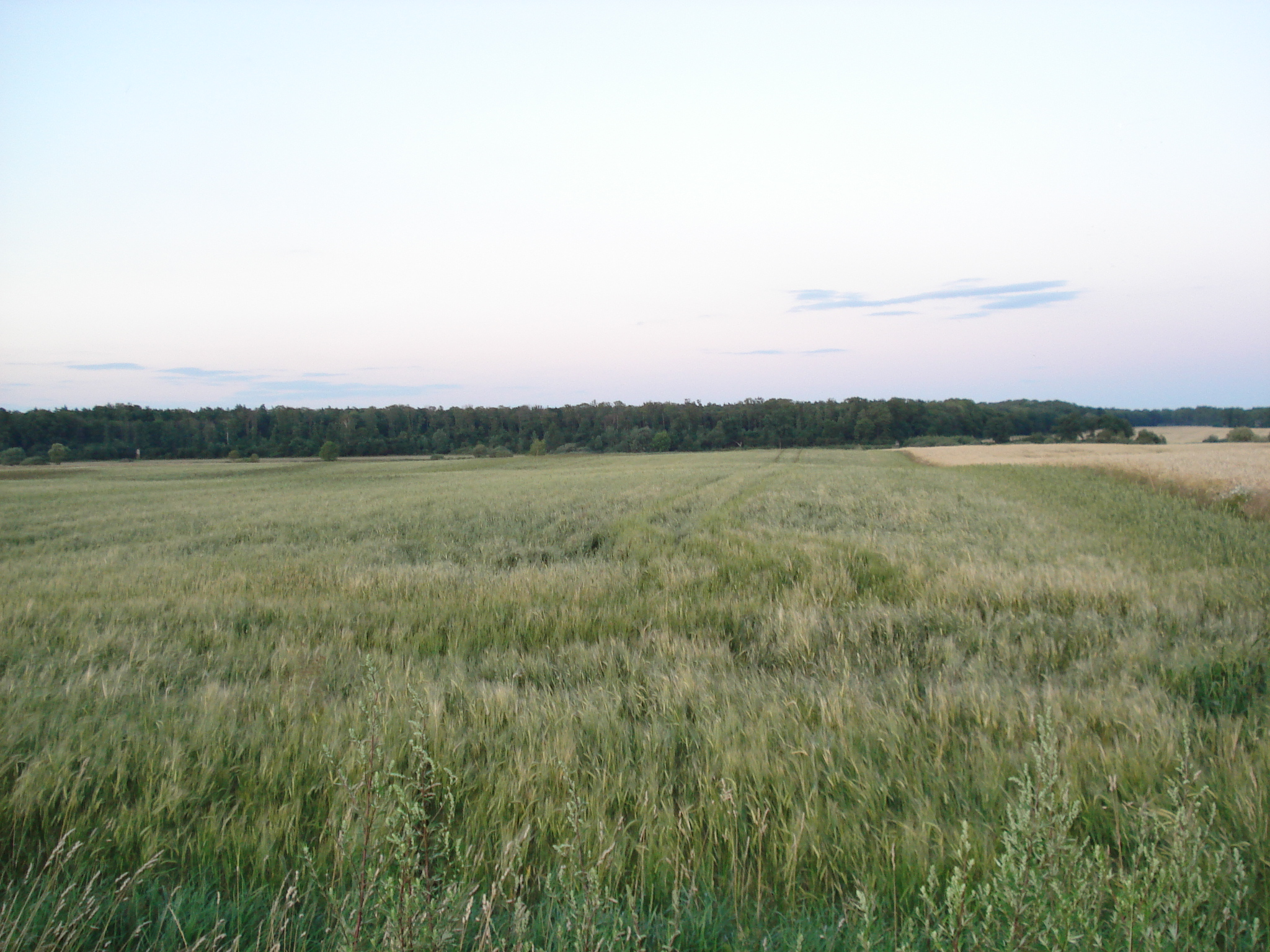
Smoligów

Doliny Wisły i Bugu określają ogólne położenie dużego obszaru geograficznego zwanego Wyżyną Lubelską. Wschodnia część tej wyżyny stanowi przejście do Wyżyny Wołyńskiej, a pewne jej jednostki znajdują przedłużenie za Bugiem (tzw. Padół Zamojski i Grzęda Sokalska). Położenie Grzędy Sokalskiej wyznaczają następujące mniejsze regiony wchodzące w skład Wyżyny Lubelskiej:
- Kotlina Hrubieszowska – od północy,
- Równina Bełska – od południa,
- Roztocze Środkowe – od zachodu.

Wschodnia część Grzędy Sokalskiej graniczy z dużą krainą geograficzną, zwaną Wyżyną Wołyńską (poza granicami kraju). Wieś Smoligów usytuowana jest w środkowej części Grzędy Sokalskiej nad rzeką Bukowa – lewym dopływem rzeki Bug. Administracyjnie wieś leży na południowo-wschodnim skraju gminy Mircze.

## Pochodzenie nazwy
Nazwa Smoligów wywodzi się prawdopodobnie od rosyjskiego imienia Smolig utworzonego z rdzenia smoł- (śr. Смольта, Смолько itp.) oraz przyrostka -ig (z rosyjskiego smoła oznacza żywicę, smołę, ale też natręta, osobę natrętną). Imię to pojawia się w tekstach z drugiej połowy XII w. we fragmencie: "Отъ Смолига къ Грецинови и к Мирославоу" (od Smoliga Grecynowi i Mirosławu) oraz w pskowskiej kronice z lat 1266-1267 (Пск. лет., 2: 17, 84): "...убиенъ бысть Онтонъ, единъ псковитинъ, сынъ Лочковъ, братъ Смолиговъ". Staropolska antroponimia podaje formę Smoligowski od imion: Smolik, Smolęga, Smolisz.

## Rys historyczny
Kraina geograficzna, w której położony jest Smoligów, a więc Grzęda Sokalska wchodziła w X wieku w "osobny obszar zachodni, zwany później Grodami Czerwieńskimi, o niektórych cechach kulturowych i etnicznych obszaru przejściowego między Słowianami zachodnimi i wschodnimi". "Grodami Czerwieńskimi nazywano obszary nad rzeką Huczwą z głównym grodem Czerwień (Czermno) w powiecie Tomaszów Lubelski. Obszar ten obejmował ponadto Chełmszczyznę". W najdawniejszej Polsce Grody te stanowiły więc odrębną jednostkę polityczną. Mapa "Słowianie w IX w." – obszar Grodów Czerwieńskich określa jako "ziemie etnicznie mieszane sąsiadujące z Lędzianami i Wiślanami". "Grody Czerwieńskie zdobył w 981 r. Włodzimierz na Lachach. Zostały one następnie odbite przez Bolesława Chrobrego, w czasie wyprawy kijowskiej w 1018 r. i ponownie przyłączone do Polski". Za czasów Mieszka II władza państwowa uległa osłabieniu, co wykorzystał książę kijowski Jarosław Mądry i w 1031 r. odebrał Polsce Grody Czerwieńskie. Pod koniec XII w. na ziemiach południowo-zachodniej Rusi powstało Księstwo Halicko-Włodzimierskie. Król Kazimierz Wielki (1333-1370) w wyniku długoletniej ekspansji wschodniej, opanował Ruś Halicko-Włodzimierską, ziemię sanocką, przemyską i włączył je w skład Królestwa Polskiego. Ks. Chełmsko – Bełskie i Księstwo Halicko-Włodzimierskie włączone było w owym czasie do Królestwa Polskiego na zasadzie lenna. W dalszych etapach historii ziemie dawnych Grodów Czerwieńskich przechodziły pod zmienne wpływy Polski, Litwy i Węgier. "W latach 1425–1434 nadano całej Rusi Halickiej i przyłączonej do Korony części Podola prawa polskie". „W 1462 r. w skład Korony weszła ziemia bełska i utworzyła tzw. województwo bełskie ze stolicą w Bełzie. Ziemie, na których powstał Smoligów, należały więc w XVI w. do województwa bełskiego.
W wyniku I rozbioru Polski, w 1772 r. ziemie te dostały się pod zabór austriacki. Austria wszystkie zabrane Polsce ziemie nazwała Galicją i Lodomerią. Podzielono je na tzw. cyrkuły, a jednym z nich był "cyrkuł zamojski z głównymi miastami: Zamościem (siedzibą władz), Hrubieszowem i Tomaszowem. Lublin stał się stolicą znacznych i dość wysuniętych na wschód terytoriów, które poprzednio należały do województw: lubelskiego, ruskiego (ziemi ruskiej) i bełskiego." Po upadku Napoleona Ks. Warszawskie mocą postanowień kongresu wiedeńskiego z r. 1815 podzielono między Rosję, Prusy i Austrię. Z ziem Ks. Warszawskiego zagarniętych przez Rosję utworzono Królestwo Polskie. Powiat hrubieszowski jako część Królestwa Polskiego, dostał się od 1815 r. pod rządy Cesarstwa Rosyjskiego. Królestwo Polskie podzielono na województwa, a te na obwody. Po powstaniu listopadowym województwa zamieniono na gubernie, a po powstaniu styczniowym w miejsce obwodów znów powstały powiaty. W wyniku tych zmian, obszar Smoligowa stał się po r. 1864 częścią powiatu hrubieszowskiego, wchodzącego w skład guberni lubelskiej.

### Dzieje dawne
Po raz pierwszy miejscowość wymieniana jest w 1430 roku, gdy właścicielem był Tomasz Kwaczała z Moniatycz. W latach 1463–1492 występował Mikołaj ze Smoligowa, prawdopodobnie syn Tomasza Kwaczały Nieborowskiego. Według rejestru poborowego w 1472 roku wieś liczyła 5 łanów użytków W 1546 roku część wsi otrzymał od króla Jan Strzałkowski (kasztelan sierpski w 1553 roku, uprawniony do zajmowania 104. miejsca wśród senatorów świeckich). Zapewne z jego córką – Elżbietą Strzałkowską ożenił się w 1566 roku Mikołaj Komorowski i wziął część wsi w posagu. Po nich dziedziczył w 1600 roku syn Marcin, żonaty z Elżbietą Czemiernicką. Drugim współwłaścicielem wsi był zapewne Marcin Stróżowski, który w 1578 roku posiadał w Smoligowie 4 i 1/2 łana użytków, 4 zagrodników bez ziemi i 2 komorników. Dzieje wsi w XVII wieku są nieznane. W wieku XVIII wieś należała do parafii Uhrynów wchodzącej w skład diecezji lwowskiej. Z tego też okresu, na podstawie wpisów w księgach parafialnych, znajdują się pierwsze wzmianki o rodzinach zamieszkujących wieś. Zamieszkiwała też Smoligów rodzina Jakubczuk z pierwszymi znanymi dziś antenatami rodu: pracowitym Andrzejem (przymiotnik dodany przez księdza przy wpisie dotyczącym śmierci Marty) i Zofią z domu Jandzanką, którzy zawarli związek małżeński przed księdzem Simeonem Karońskim w dniu 15 lutego 1756 roku. Świadkami ceremonii byli Grzegorz Pukało i Stanisław Htywa. 22 sierpnia 1756 roku Andrzej Jakubczuk wraz z Marianną Staszczuk byli rodzicami chrzestnymi Katarzyny Karczuk, córki Mateusza i Teresy Karczuk. Synem Andrzeja i Zofii Jakubczuk był Stanisław, ochrzczony w kościele parafialnym w Uhrynowie dnia 13 maja 1759 roku. Rodzicami chrzestnymi byli Sebastian Karczuk i Marianna Wójtówna (org. pisownia Woytowna). W księgach parafialnych wymieniane jest również imię Sebastiana Jakubczuka. Pod koniec czerwca 1761 roku Sebastian Jakubczuk wraz z kobietą o nazwisku Chapa (Chapka) Szeremetycha byli rodzicami chrzestnymi Piotra Marciniuka - syna Sebastiana i Jadwigi / Chedwigi. 15 sierpnia 1763 roku Sebastian Jakubczuk i Marianna Dziubicka byli rodzicami chrzestnymi Hiacentego, syna Bartosza i Parastki Karczuków. 20 lipca 1776 roku zmarła Marta, córka Andrzeja i Zofii Jakubczuk, nie wiadomo w którym roku ochrzczona. 6 kwietnia 1778 roku Hedwiga Jakubczuk wraz z Andrzejem Pukało/ Pukalukiem zostali rodzicami chrzestnymi Wojciecha syna Patryka Ignaca i Zinaidy Pukało / Pukaluk.
Spis z 1827 roku notował wieś w powiecie tomaszowskim i parafii Kryłów. Liczyła wówczas 33 domy i 203 mieszkańców. W 1845 roku miejscowość należała do gminy Kryłów, wówczas we władaniu Józefa Benedykta Chrzanowskiego. Istniała tu karczma, która zyskała patent na dalsze prowadzenie wyszynku alkoholu. Po śmierci Józefa Chrzanowskiego majątek objęła jego żona Aniela z Rzewuskich Chrzanowska. W drugiej połowie XIX wieku dobra te przypadły w udziale jej córce Józefie Angeli Gabrieli Chrzanowskiej, od 1878 roku zamężnej za Antonim Horodyskim. Chrzanowska w 1882 roku sprzedała wieś za 33 200 rubli Helenie z Zaklików Kiełczewskiej. W 1906 roku folwark Smoligów kupiła za 53 tys. rubli Leonia Kiełczewska, żona Stanisława Władysława Kiełczewskiego, a w trzy lata później nastąpiła częściowa parcelacja majątku. Pod koniec XIX wieku wieś liczyła 41 domów i 581 mórg ziemi, a tutejszy folwark w 1885 roku liczył 440 mórg, w tym 259 mórg ziemi ornej, 119 mórg łąk, 48 mórg lasu i 14 mórg nieużytków. W folwarku było wówczas 5 budynków murowanych i 9 drewnianych. Smoligów, wś i fol., pow. hrubieszowski, gm. i par. Kryłów, odl. 21 w. od Hrubieszowa. W 1827 r. było 33 dm., 203 mk. Fol. S., oddzielony od dóbr Kryłów, rozl. (w 1885 r.) mr. 440: gr. or. i ogr. mr. 259, łąk mr. 119, lasu mr. 48, nieuż. mr. 14; bud. mur. 5, z drzewa 9; płodozm. 6-pol., las urządzony w kolei 40-letniej. Wieś ma 41 os., 581 mr. Według spisu z 1921 roku Smoligów liczył 79 budynków z przeznaczeniem mieszkalnym i 445 mieszkańców (218 mężczyzn, 227 kobiet): 334 katolików, 102 prawosławnych i 9 Żydów.

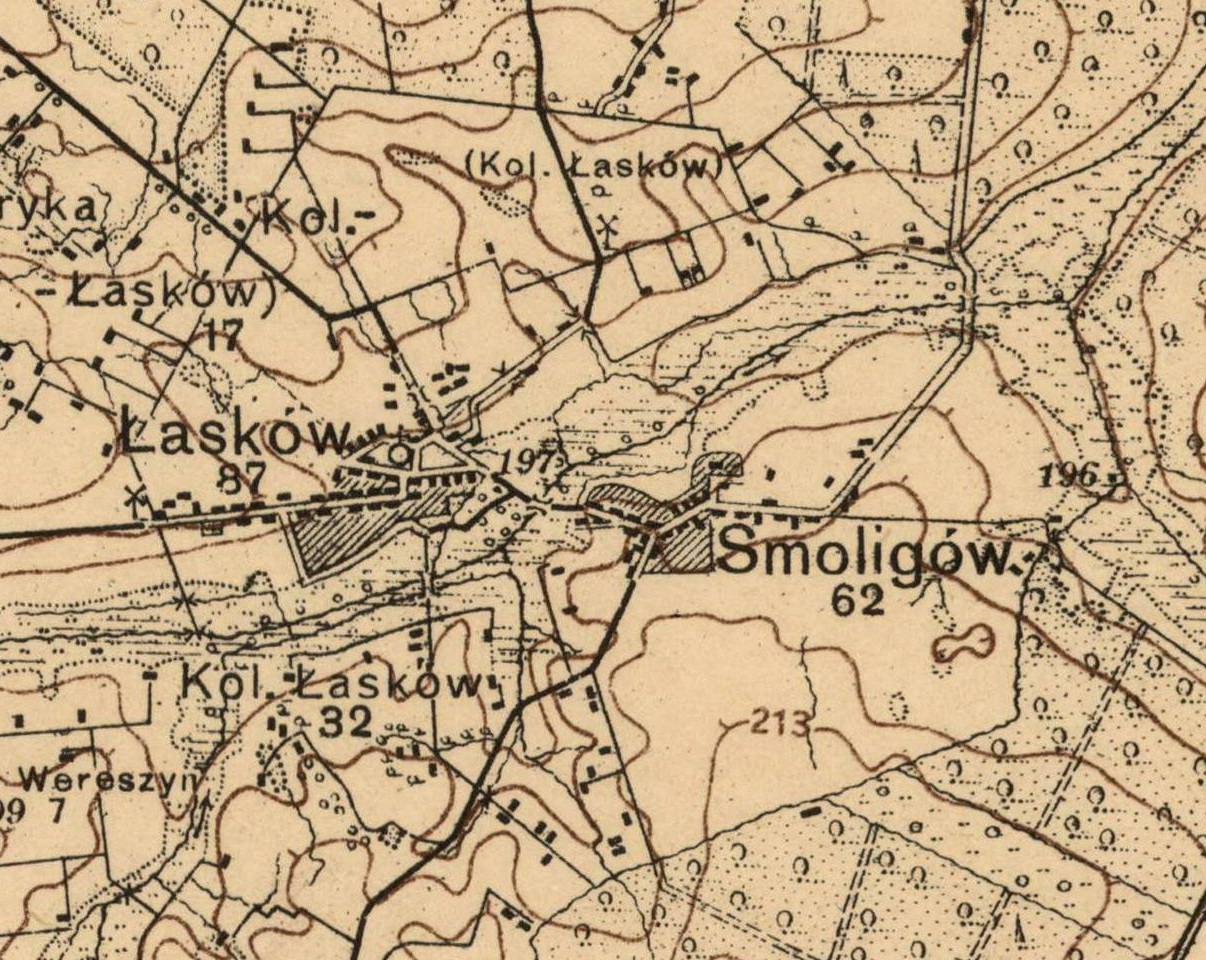
Mapa miejscowości przed II wojną światową

W latach 1975–1998 miejscowość administracyjnie należała do województwa zamojskiego.

## II wojna światowa

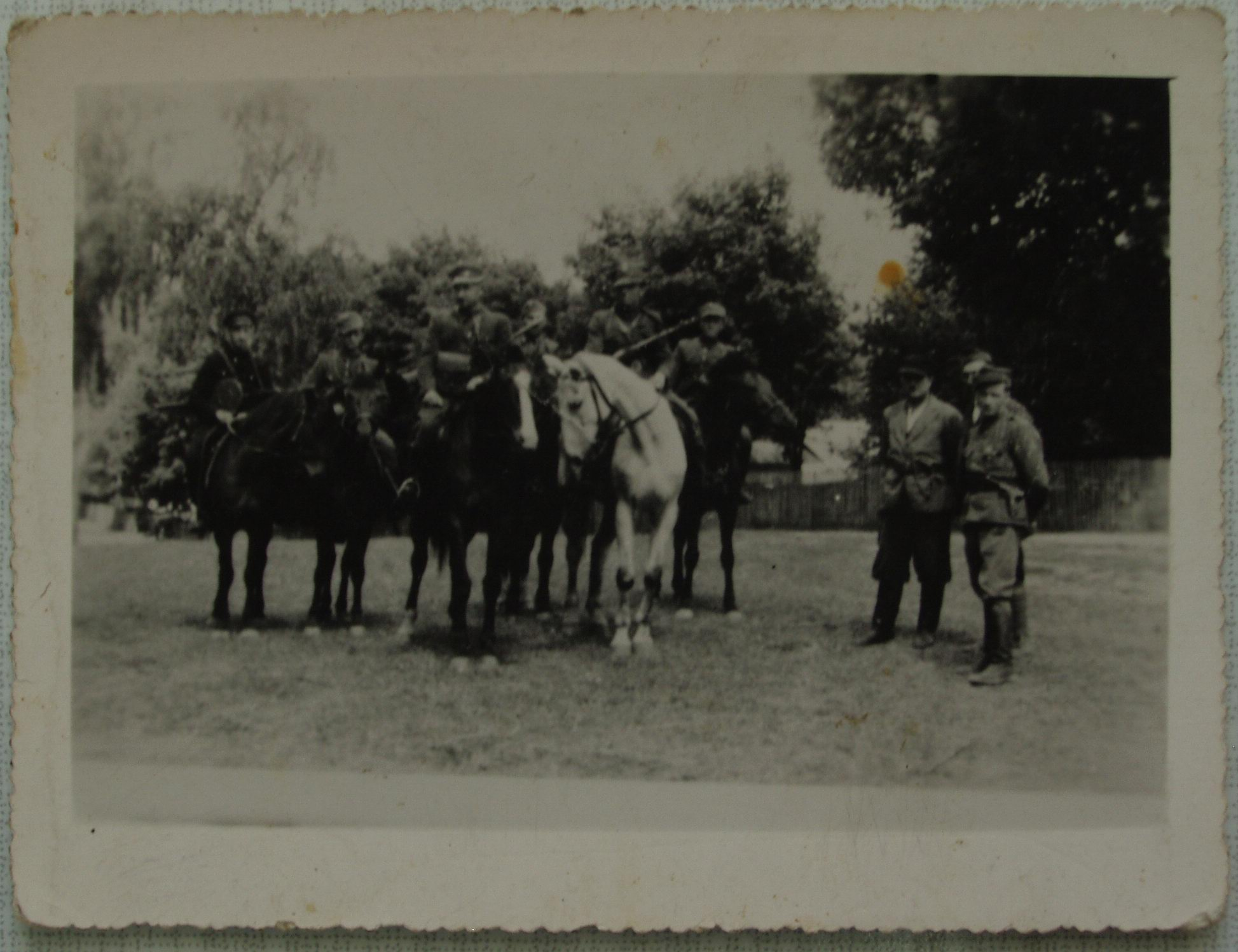
Stanisław Basaj "Ryś" na karym koniu w środku

W latach 1941–1945 na terenach, gdzie położony jest Smoligów, działał oddział partyzancki BCh Stanisława Basaja ps. „Ryś”. W marcu 1944 ukraińscy policjanci 5 pułku policji SS (utworzonego z ukraińskich ochotników do 14 Dywizji Grenadierów SS (Galizien)) pod dowództwem ppłk Froemerta (zginął 28.07.1944 w szpitalu rezerwowym w Gdańsku) wspólnie z bojówkami OUN-UPA, a także z wojskiem Wehrmachtu dokonały eksterminacji polskich kolonii w regionie Smoligów – Łasków – Stara Wieś. Około godziny 5.00 rano w dniu 27 marca 1944 r. ukraińskie oddziały policji i Wehrmachtu otoczyły ścisłym kordonem Smoligów. Następnie po desperackiej obronie mieszkańców wieś została zdobyta i podpalona. Napastnicy dokonali okrutnego mordu mieszkańców, nie oszczędzając dzieci, kobiet i starców. Ludzi palono żywcem, zabijano i gwałcono kobiety, rabowano mienie. W wyniku całodziennej walki zginęło ponad 200 Polaków (w tym większość cywilów) oraz 59 miejscowych Ukraińców. Straty atakujących nie są dokładnie znane. Z relacji Marii Kowalskiej z d. Kryszczuk: "Józef Kryszczuk urodził się 27 sierpnia 1922, a zginął 27 marca 1944 roku. Był moim bratem. Został postrzelony przez Ukraińców we wsi Smoligów, gdzie nasza rodzina przebywała na wygnaniu. Jeszcze żyjącego wrzucili go do płonącego budynku. Po wydobyciu został pochowany przez naszego ojca w prowizorycznym grobie. Po wojnie szczątki przeniesiono na cmentarz w Kryłowie".
20 marca 1944 roku z kolei doszło do zbrodni oddziału AK pod dowództwem Jana Ochmana „Kozaka” z Wołynia na ukraińskich cywilach ze Smoligowa. Ofiary wyprowadzono z ikonami w rękach na łąkę pod lasem i tam rozstrzelano. 
Pod koniec lat osiemdziesiątych na okoliczność tamtych wydarzeń społeczność gminy Mircze ufundowała pomnik pamiątkowy poświęcony partyzantom i mieszkańcom Smoligowa i okolic, którzy tragicznie polegli w dniu 27 marca 1944 r. Od 2006 r. Okręgowa Komisja Badania Zbrodni przeciwko Narodowi Polskiemu w Szczecinie prowadzi śledztwo – S 67/06/Zi; S 68/06/Zi w sprawie okoliczności pacyfikacji wsi Prehoryłe i Smoligów dokonanych w lutym i marcu 1944 przez oddziały SS-Galizien i Wehrmachtu.

## Mapy
- Mapa  – powiat hrubieszowski gubernia lubelska – mapa barwna w chromolitografii. Mapa pochodzi z pracy J. M. Bazewicza pt. "Atlas geograficzny illustrowany Królestwa Polskiego na podstawie najnowszych źródeł opracowany...". Warszawa [1907]. wymiary: 26,5x19cm.
- Mapa  – Smoligów w lewym dolnym rogu po powiększeniu mapy. Mapa pochodzi z 1889 lub 1891 roku (oryginalne arkusze opublikowane około 1910 roku) – przegląd map wojskowych Austro-Węgier. Przypis z 1891 r. – objaśnienia skrótów – H.O. Hochofen (Topialnia, huta zelazna); Hm. Hammerwerk (Kuznica); Z.O. Ziegelofen (Piec cegielny); Z.S. Ziegelschlag (Cegielnia); K.O. Kalkofen (Piec wapienny); H.H. Herrenhaus (Gospodskÿ Dwor); Chutor Chut.Ch. Ferme F. (Meierhof); H. Höhle (Jaskinia); Fb. Fabrik; Kls. Kloster (Klasztor); Schl. Schloss (Zamek); M.H. Meierhof (Folwark); W.H. Wirtshaus (Karczma); J.H. Jägerhaus (Lesniczówka); R. Ruine.
- Mapa  – mapa taktyczna WIG P46 S38 KRYLOW – Archiwum Map Wojskowego Instytutu Geograficznego 1919-1939.